# 2023年世界陸上競技選手権大会ヨルダン選手団
2023年世界陸上競技選手権大会ヨルダン選手団は、2023年8月19日から8月27日までハンガリーのブダペストで開催された第19回世界陸上競技選手権大会のヨルダン選手団。

## 選手団
- 人員: 選手 1人

## 選手名簿・結果
| 選手                 | 種目         | 結果          | 順位 |
| -------------------- | ------------ | ------------- | ---- |
| モアス・アルハワルデ | 男子マラソン | 2時間22分33秒 | 52位 |